# Морет (кратер)
Moрет (лат. Moretus) — кратер на Місяці, в південній частині видимого боку. Діаметр — 114 км, координати центру — 70°38′ пд. ш. 5°57′ зх. д. / 70.63° пд. ш. 5.95° зх. д. Названий на честь бельгійського математика 17 століття Теодора Морета, відомого під латинізованим прізвищем Moretus. Це ім'я кратеру дав 1651 року Джованні Річчолі, а 1935 року воно було затверджене Міжнародним астрономічним союзом.
Найближчі до Морета кратери (не рахуючи сателітних) — Грюмбергер на північному заході, Цизат на півночі, Курцій на північному сході та Шорт на півдні.

## Опис
Морет — відносно молодий кратер: він утворився в ератосфенівському періоді. Відповідно, він досить добре зберігся, але вже втратив підвищену яскравість та світлі промені і тому невидимий під час повні. В іншому він нагадує недалекий кратер Тихо, що є дуже молодим і, відповідно, яскравим.
Морет має терасований вал, велику центральну гірку та просторе відносно плоске дно, поцятковане пагорбами та дрібними кратерами. Можливо, воно вирівняне застиглим ударним розплавом. На північному сході ним тягнеться тріщина, паралельна валу. Вал найвищий у південній частині, де сягає 6,1 км над рівнем дна. В інших місцях його висота лежить у межах 3,9–5,1 км. Центральна гірка має ширину близько 25 км і височіє над дном на 2,7–2,8 км.

## Супутникові кратери
Ці кратери, розташовані в околицях Морета, названо його ім'ям з доданням великої латинської літери.
| Морет | Координати                                                | Діаметр, км |
| ----- | --------------------------------------------------------- | ----------- |
| A     | 70°25′ пд. ш. 13°59′ зх. д. / 70.42° пд. ш. 13.98° зх. д. | 35          |
| C     | 72°37′ пд. ш. 11°38′ зх. д. / 72.62° пд. ш. 11.63° зх. д. | 16          |